# Yacuanquer
Yacuanquer est une municipalité située dans le département de Nariño en Colombie.